# Nazionale femminile di rugby a 15 della Serbia
La nazionale di rugby a 15 femminile della Serbia (in serbo Женска Рагби 15 репрезентација Србије?, Ženska ragbi 15 reprezentacija Srbije) è la selezione di rugby a 15 femminile che rappresenta la Serbia in ambito internazionale.
Costituitasi nel 2007 sotto la giurisdizione della Ragbi Savez Srbije, esordì sulla scena internazionale nel corso del Trofeo femminile FIRA di quell'anno; dopo avere concluso il torneo all'ultimo posto della seconda divisione, non è più scesa in campo ed è di fatto inattiva da allora dopo 4 incontri con 4 sconfitte e nessuno di essi disputato in casa.
Al 2 maggio 2022 la squadra occupa la 58ª posizione del ranking World Rugby.

## Storia
Benché il rugby sia presente nell'ex Jugoslavia fin dal 1918, ivi importato da studenti serbi che lo appresero a Edimburgo, e una nazionale maschile avesse esordito negli anni sessanta, non fu prima del 2007 – quando il Paese si era ormai, dopo successive trasformazioni e separazioni, ridotto a un territorio di poco meno equivalente a quello dell'ex repubblica serba – che una rappresentativa femminile poté vedere la luce.
La neonata nazionale ha quindi rappresentato, fin dalla sua origine, solo l'odierna Serbia.
Il debutto avvenne in occasione del Trofeo FIRA 2007 che si tenne in Belgio: la squadra, in buona parte costituita da un nucleo di rugbiste provenienti dal RK Kruševac, esordì contro la Romania, anch'essa al debutto internazionale, venendo battuta 0-65.
Le altre due partite del girone si risolsero con un rovescio 0-92 contro il Belgio, la peggiore sconfitta della breve storia della nazionale serba, e 0-20 dal Lussemburgo; la finale del settimo posto fu un'ulteriore sconfitta, 0-62, dalla Norvegia.
Da allora la formazione, che ancora non ha realizzato punti al suo attivo, non è più scesa in campo, complice anche l'orientamento federale di investire maggiormente sulla disciplina a sette, nel frattempo diventata specialità olimpica.

## Statistiche di squadra

### Incontri disputati
| Data           | Sede                | Incontro                  | Note               |
| -------------- | ------------------- | ------------------------- | ------------------ |
| 11 aprile 2007 | Watermael-Boitsfort | Romania — Serbia 65-0     | Campionato europeo |
| 12 aprile 2007 | Bruxelles           | Belgio — Serbia 92-0      | Campionato europeo |
| 13 aprile 2007 | Dendermonde         | Serbia — Lussemburgo 0-20 | Campionato europeo |
| 15 aprile 2007 | Tervuren            | Serbia — Norvegia 0-62    | Campionato europeo |

### Riepilogo per avversario
| Avversario  | Primo incontro | G | V | N | P | PF | PS  | % V/G |
| ----------- | -------------- | - | - | - | - | -- | --- | ----- |
| Belgio      | 2007           | 1 | 0 | 0 | 1 | 0  | 92  | 0     |
| Lussemburgo | 2007           | 1 | 0 | 0 | 1 | 0  | 20  | 0     |
| Norvegia    | 2007           | 1 | 0 | 0 | 1 | 0  | 62  | 0     |
| Romania     | 2007           | 1 | 0 | 0 | 1 | 0  | 65  | 0     |
| Totale      | Totale         | 4 | 0 | 0 | 4 | 0  | 239 | 0     |